# Васиљ Улиско
Васиљ Андријович Улиско (укр. Василь Андрійович Уліско; Василиј Андрејевич Улиско, рус. Василий Андреевич Улиско; Украјина, 18. јануар 1915 — Украјинска ССР, 26. април 1956) био је гардијски мајор Црвене армије и народни херој Југославије.

## Биографија
Рођен је 1915. године у Украјини. Пред рат је завршио авијатичарску школу, а потом био упућен је у бомбардерску авијацију. Од почетка Великог отаџбинског рата, јуна 1941. године био је навигатор у бомбардерској авијацији. Летео је у непријатељску позадину, доводећи авион на циљ - на концентрације непријатељских трупа и технике, железничке чворове, складишта оружја и муниције, аеродроме непријатељске авијације и друге војне објекте.
Године 1944. као заменик навигатора гардијског авијатичарског пука, гардијски мајор Васиљ Улиско учествовао је у ваздушним операцијама давања помоћи Народноослободилачкој војсци Југославије. Као један од најискуснијих навигатора Васиљ Улиско трасирао је је маршруте до 30 пољана за спуштање товара на различитим подруцјима Југославије. С обзиром на то да су авиони летели ноћу, над непознатом територијом и без радио-навигационих уређаја, због проналажења циља био је разрађен специјални систем летова с вођом. Први је као вођа полетао авион, с једном од најискуснијих посада који је налазио циљ и избацивао и кружио над њим, дајући истовремено уговорене сигнале. Остали авиони равнали су се према овим сигналима, као према радио светионицима и тачно погађали циљ. Један од таквих вођа у авијатичарској групи био је авион у коме је као навигатор летео Васиљ Андрејевич Улиско.
Послије завршетка рата Улиско је наставио да служи у ратном ваздухопловству оружаних снага Совјетског Савеза. Умро је у априла 1956. године.
Председништво Антифашистичког већа народног ослободења Југославије одликовало га је, 21. јуна 1945. године, Орденом народног хероја Југославије.